# Námafjall
Námafjall är en ås i republiken Island. Den ligger i regionen Norðurland eystra, 290 km nordost om huvudstaden Reykjavík.
Ett sprickbälte täcker hela Námafjallområdet, men den huvudsakliga uppströmningen av ånga finns öster om berget och har på senare år gått under namnet Hverarönd. I det området finns många varma källor med ånga och lera, men inga varma källor. De varma lerkällorna är stora och framträdande, men många av de varma ångkällorna är inget annat än borrhål som har fyllts med stenar. Jorden är karg och utan växtlighet i högtemperaturområdet och mycket sur på grund av den varma luftens effekter och utfällning av svavel.
Under tidigare århundraden var det mycket svavelbrytning vid Námafjall. På medeltiden användes svavlet till krut. Ägarna till Reykjahlíð blev mycket rika på försäljningen av svavel. Kol bröts i Hlíðarnám. Den danske kungen förvärvade gruvorna 1563. De exploaterades då och då fram till mitten av 1800-talet. En fabrik för bearbetning av svavel byggdes i Bjarnarflagi 1939 och drevs i några år.

## Bildgalleri

Námafjall
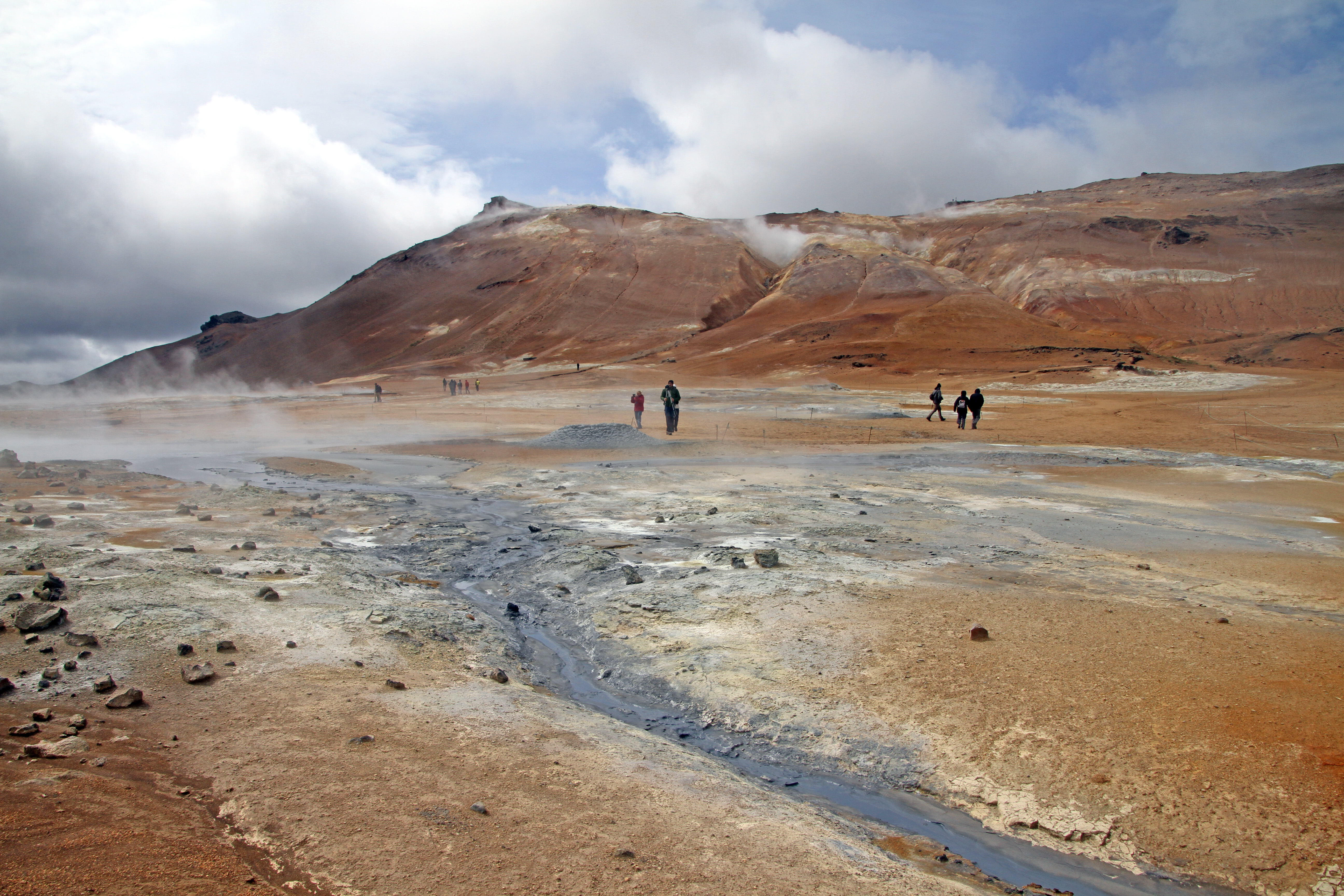
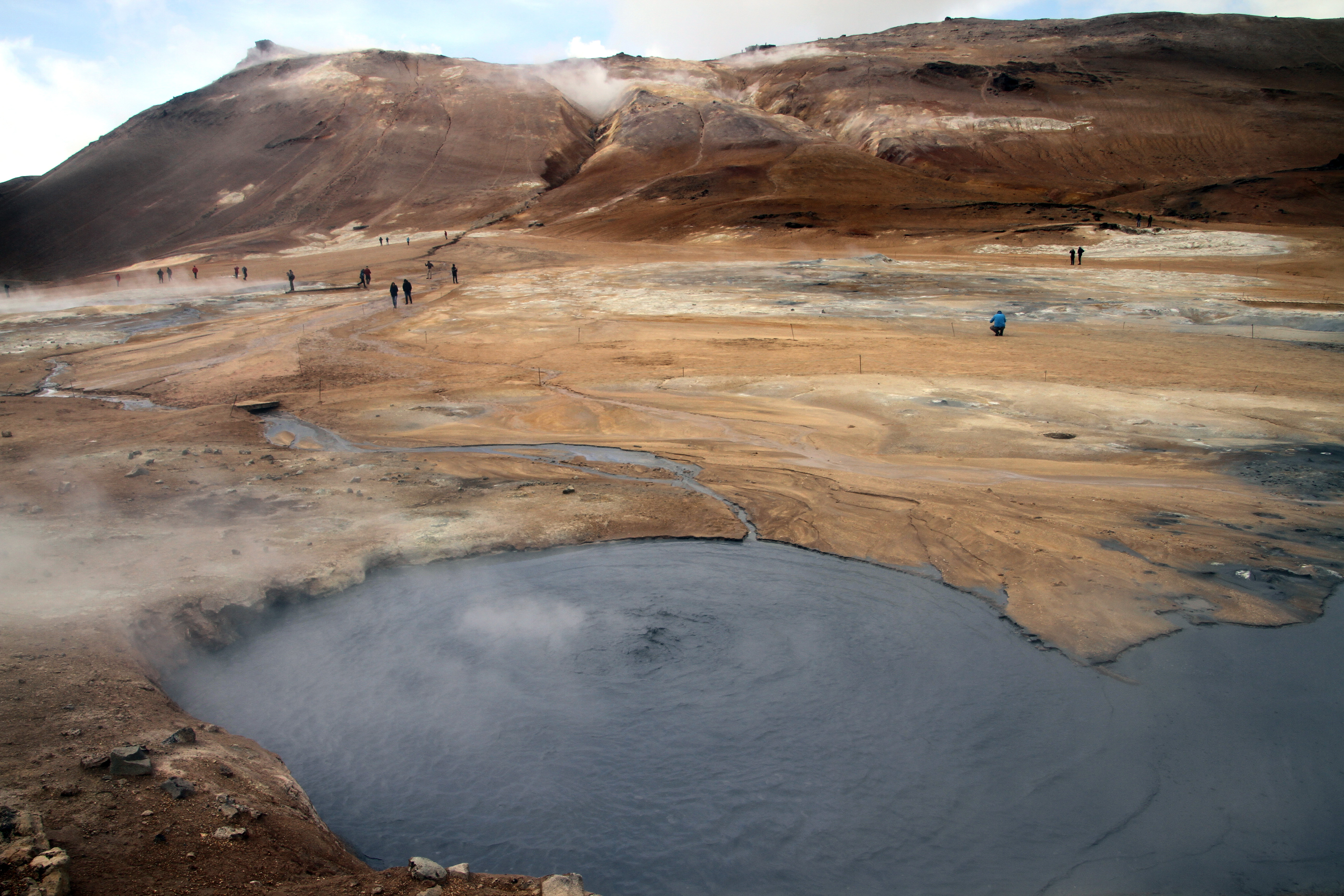
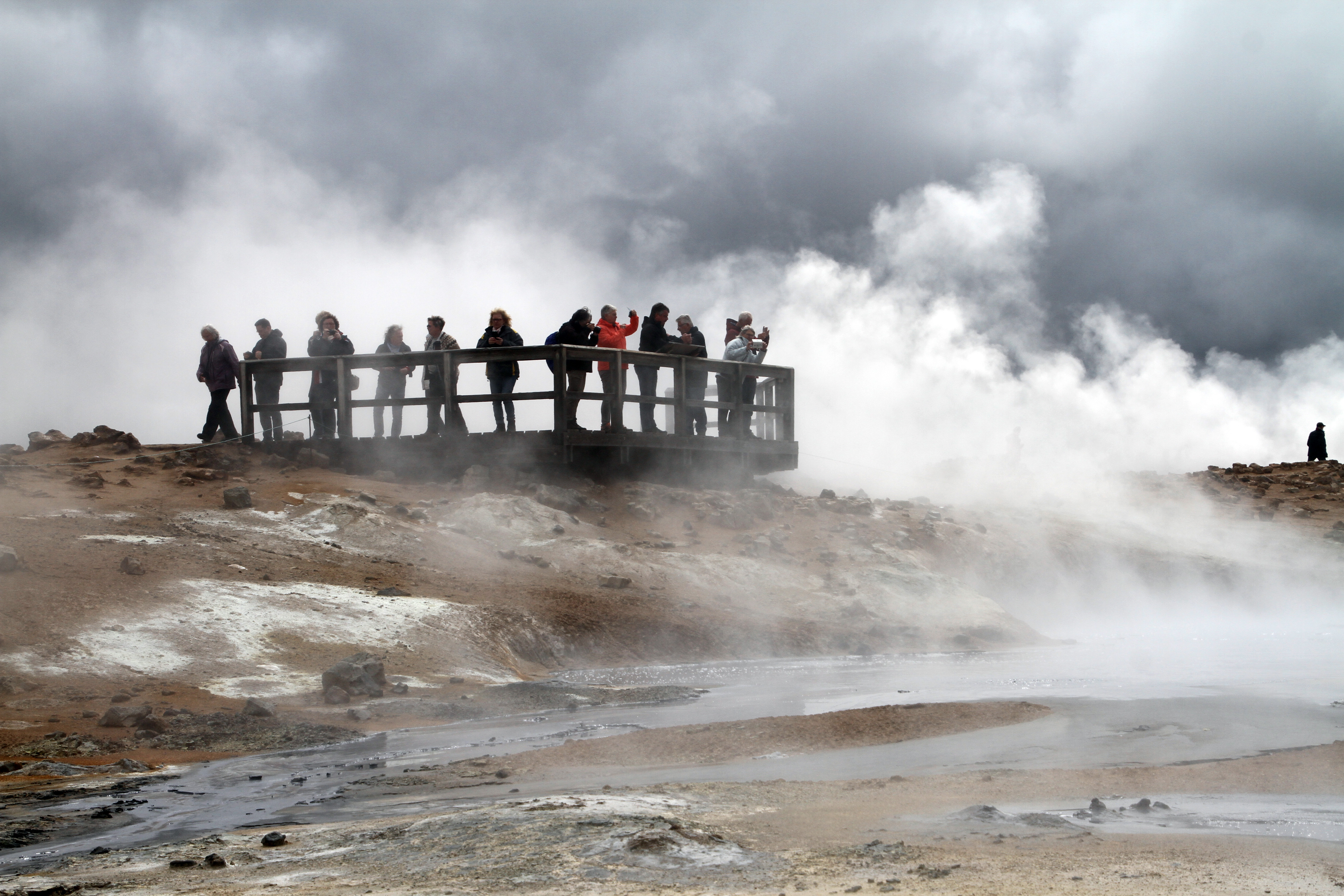
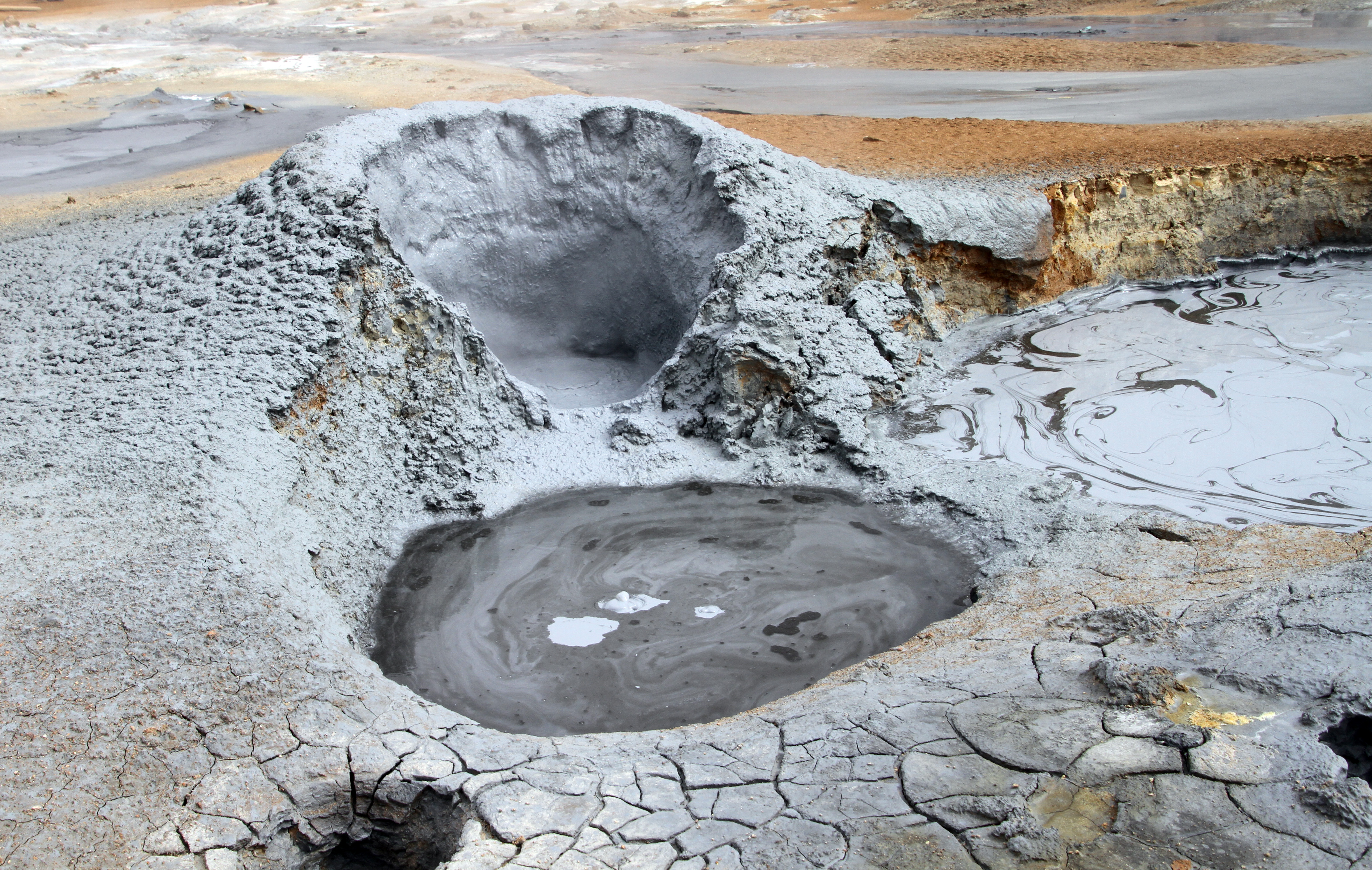
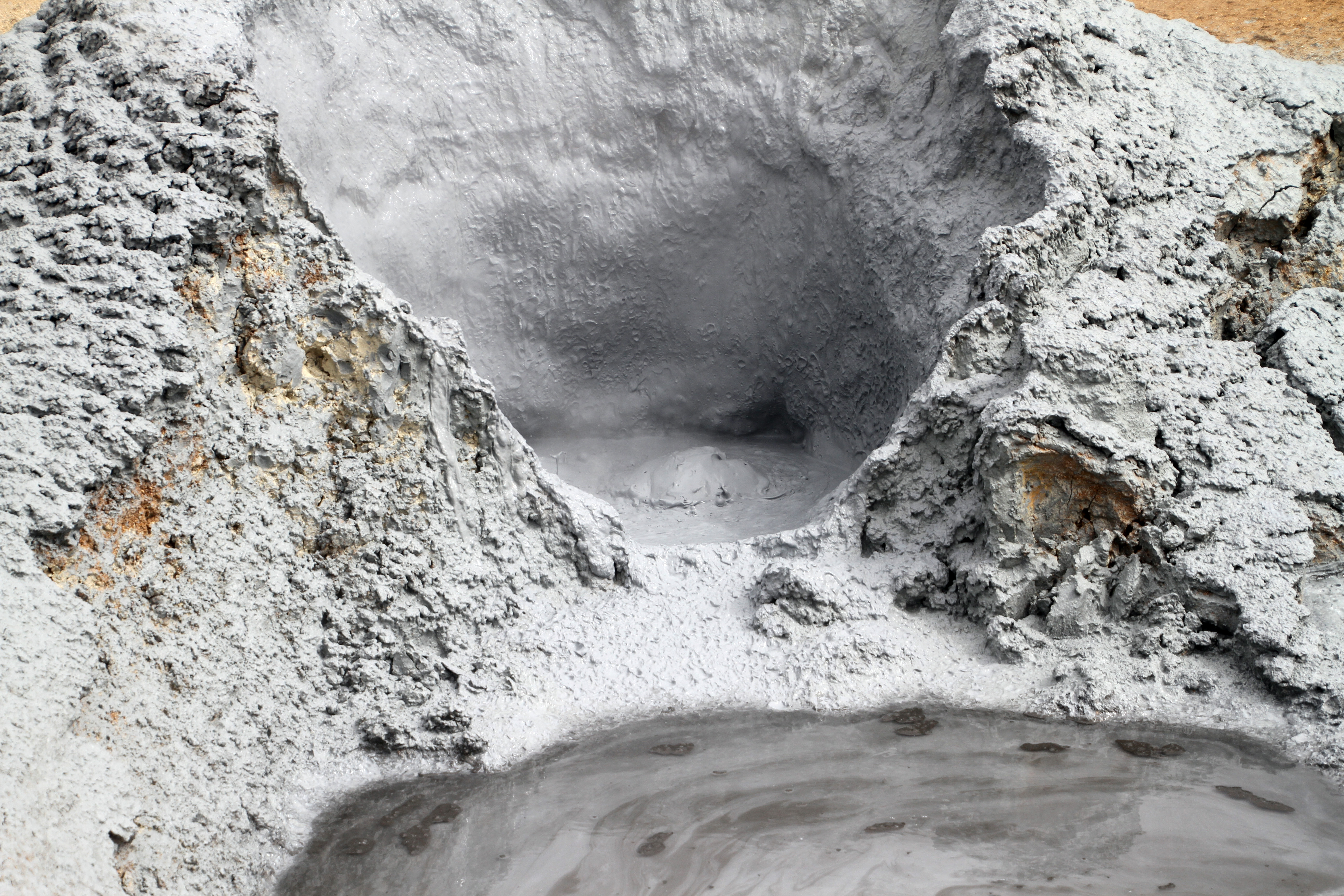
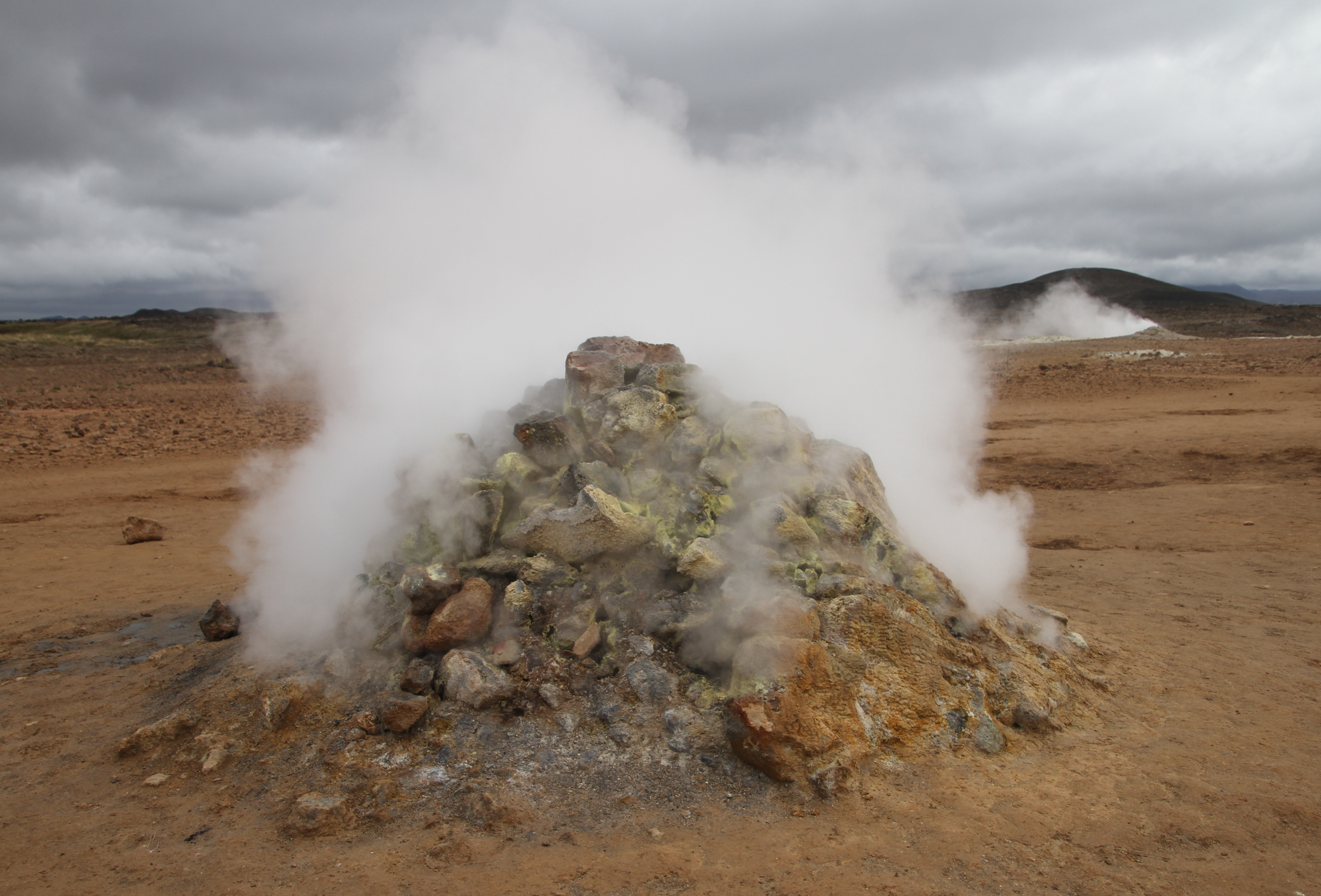
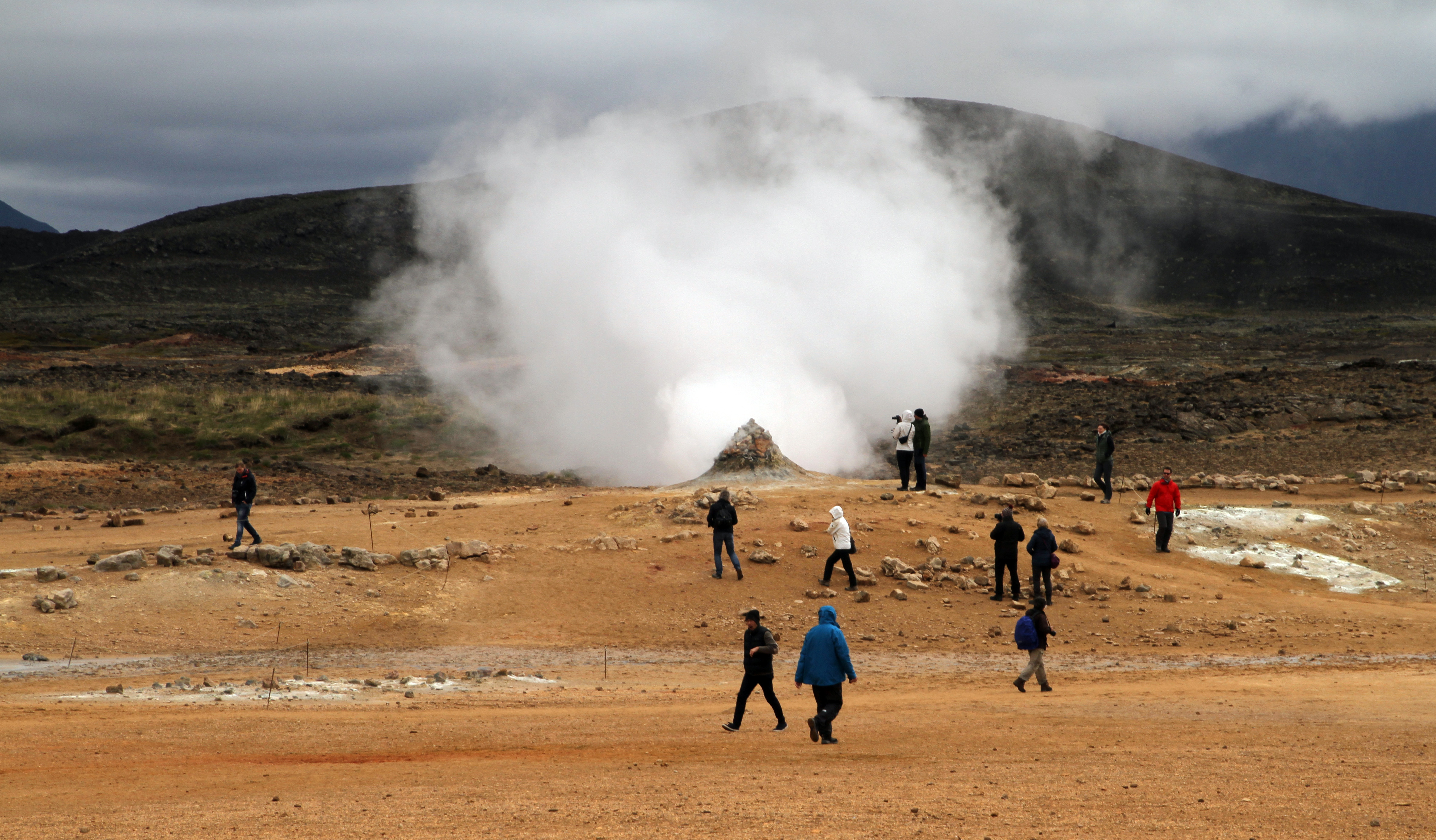
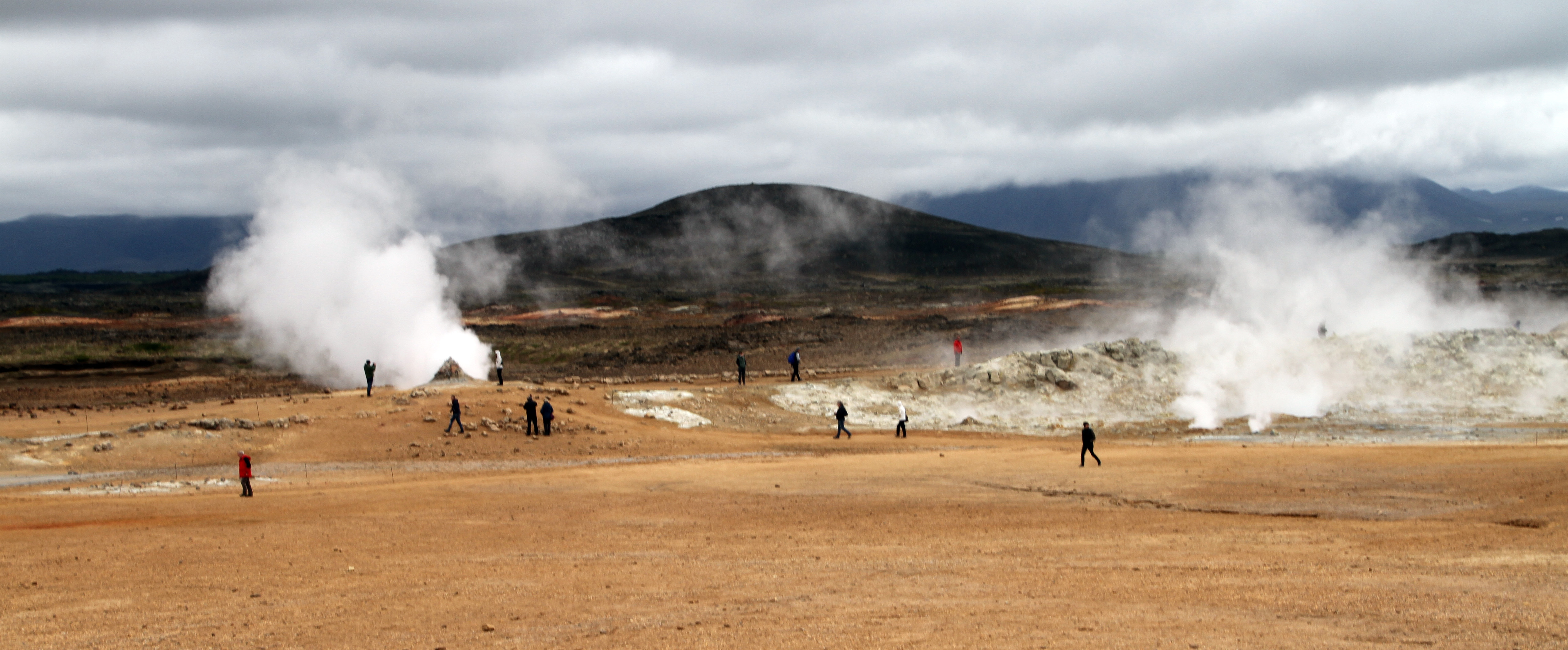